# Thijs Bouma
Thijs Bouma (Hardenberg, 2 april 1992) is een Nederlands voormalig voetballer. Als voetballer speelde hij in de jeugd van FC Twente en kwam hij uit voor VfL Osnabrück, Almere City FC en De Graafschap. Sinds het beëindigen van zijn voetballoopbaan in 2016 is hij actief als model.

## Voetballoopbaan
Bouma is afkomstig van amateurvereniging VV Hardenberg '85. Vanaf de D-jeugd was hij verbonden aan de voetbalacademie FC Twente. In 2009 tekende hij een driejarig opleidingscontract bij FC Twente. In april 2012 werd dit contract met drie jaar verlengd. Bouma kwam op dat moment uit voor het beloftenteam van FC Twente. Eenmalig zat hij bij een officiële wedstrijd van FC Twente op de reservebank; op 14 december 2011 in de uitwedstrijd tegen Wisła Kraków in de UEFA Europa League.
In seizoen 2012/13 werd Bouma uitgeleend aan VfL Osnabrück, waarvoor hij in de Duitse 3. Liga zijn debuut in het betaalde voetbal maakte. In 2013/14 speelde hij voor Jong FC Twente, dat vanaf dat jaar uitkwam in de Eerste divisie. Hij tekende in de zomer van 2014 een eenjarig contract bij Almere City FC.
Bouma tekende in juni 2015 een contract tot medio 2016 bij De Graafschap, dat hem transfervrij overnam van Almere City. In zijn verbintenis werd een optie voor nog een seizoen opgenomen. Op 11 augustus 2015 maakte hij zijn debuut in de Eredivisie, in een uitwedstrijd tegen sc Heerenveen. Bouma brak zijn kuitbeen op 29 augustus 2015, toen zijn been bleef haken in het competitieduel tegen Excelsior (3-0). Hij kwam in seizoen 2015/16 nog twee keer in actie voor De Graafschap, als invaller tegen Feyenoord en AFC Ajax. Door het 1-1 gelijke spel in de laatste wedstrijd liep Ajax het kampioenschap mis. De Graafschap degradeerde en medio 2016 liep het contract van Bouma af. De optie werd niet gelicht en hij vond hierna geen nieuwe club.

## Modellenloopbaan
Al tijdens zijn voetballoopbaan deed Bouma modellenklussen. Toen hij na het eindigen van zijn contract bij De Graafschap geen nieuwe club vond, ging hij zich meer richten op een loopbaan als model. Hij onderhield een Instagramaccount, waar hij in 2017 ruim 100.000 volgers op had. Daarnaast hield hij zich bezig met het organiseren van feesten in zijn woonplaats Amsterdam. In het tweede Nederlandse seizoen van het televisieprogramma Love Island, uitgezonden vanaf september 2019, was Bouma deelnemer.

## Statistieken
| Seizoen                      | Club           | Land      | Competitie     | Wed. | Goals |
| ---------------------------- | -------------- | --------- | -------------- | ---- | ----- |
| 2012/13                      | VfL Osnabrück  | Duitsland | 3. Liga        | 8    | 0     |
| 2013/14                      | Jong FC Twente | Nederland | Jupiler League | 23   | 2     |
| 2014/15                      | Almere City FC | Nederland | Jupiler League | 36   | 1     |
| 2015/16                      | De Graafschap  | Nederland | Eredivisie     | 6    | 0     |
| Totaal                       | Totaal         | Totaal    | Totaal         | 74   | 3     |
| Bijgewerkt tot 29 maart 2016 |                |           |                |      |       |